# Срібна гора
Срі́бна гора́ (Пільхуерті Нейка) — легендарна гора зі срібла, локалізується на Чукотці або, іноді, на суміжних територіях півночі Далекого Сходу.
За легендою десь розташована гора з чистого срібла. Срібна гора відмінна тим, що на ній є невелике озеро і ростуть дві сосни.
Ця легенда, подібно розповідями про Ельдорадо або Сагеней, надихала багатьох першопрохідців і дослідників крайнього північного Сходу.
Незалежно від наявності або відсутності реальної основи, Срібна гора залишається одним із найпопулярніших північних міфів, подібно до легенд про Землю Саннікова, Сиїртя, онкілонів тощо.